# Бекетов, Михаил Александрович
Михаил Александрович Бекетов (род. 16 марта 1976, Ступино) — российский волейболист, диагональный.

## Игровая карьера
Михаил Бекетов начинал заниматься волейболом с семи лет в ДЮСШ города Ступино у тренера Виктора Ивановича Васина. В 17 лет получил приглашение от одинцовской «Искры», где выступал сначала за дублирующий состав, а с 1997 года — за основную команду. С 2001 года на протяжении семи сезонов был капитаном «Искры». В её составе Михаил Бекетов семь раз становился призёром чемпионатов России, завоевал национальный Кубок и четыре медали еврокубков. В сезоне-2001/02 был признан лучшим игроком чемпионата России. В июне 2005 года играл за сборную страны, всего провёл 4 матча в рамках Евролиги.
В 2008 году Михаил Бекетов впервые в карьере сменил клуб, подписав контракт с новоуренгойским «Факелом». В сезоне-2008/09 опытный диагональный стал вторым по результативности игроком чемпионата России, уступив только Максиму Михайлову, и внёс большой вклад в итоговый успех подопечных Бориса Колчина, впервые в истории попавших в призёры Суперлиги. В сезоне-2011/12 выступал за «Ярославич», затем — вновь за «Факел», в обеих командах выполнял капитанские функции.
В 2013 году перешёл в оренбургский «Нефтяник», которому в наступившем сезоне помог завоевать путёвку в Суперлигу. В 2015 году продолжил выступления в сильнейшем дивизионе в составе «Югры-Самотлора» из Нижневартовска.
К этому времени «Искра» оказалась в высшей лиге «Б», а в её составе в сезоне-2015/16 дебютировал сын Михаила Бекетова Владимир. В сентябре 2016 года Бекетов-старший после восьмилетнего перерыва вернулся в Одинцово и продолжил карьеру в родной команде, передавая свой опыт молодому поколению подмосковных волейболистов.
Летом 2018 года завершил игровую карьеру и стал главным тренером «Искры», которую он возглавлял до закрытия клуба в 2023 году. Летом 2024 года вошёл в тренерский штаб вернувшегося спустя 19 лет в Суперлигу клуба «МГТУ».

## Достижения
- Серебряный (2002/03, 2007/08) и бронзовый (1998/99, 1999/00, 2000/01, 2005/06, 2006/07, 2008/09) призёр чемпионата России.
- Обладатель Кубка России (2002).
- Серебряный призёр Лиги чемпионов (2003/04).
- Серебряный (2005/06) и бронзовый (2002/03) призёр Кубка Европейской конфедерации волейбола.
- Бронзовый призёр Кубка топ-команд (2006/07).
- Обладатель Приза Андрея Кузнецова (2002).
- Участник Матча звёзд России (2009).

## Личная жизнь
В 1997 году Михаил Бекетов окончил Московскую государственную академию физической культуры.
Женат. Жена Ольга, дети Владимир, Юлия и Андрей.